# Floyd E. Bloom
Floyd Elliott Bloom (* 8. Oktober 1936 in Minneapolis, Minnesota; † 8. Januar 2025) war ein US-amerikanischer Pharmakologe und Neurowissenschaftler. Er galt als ein führender Forscher auf dem Gebiet der Psychopharmakologie.

## Leben und Wirken
Bloom erwarb 1956 an der Southern Methodist University einen Bachelor in Deutscher Literatur und 1960 an der Washington University in St. Louis einen M.D. als Abschluss des Medizinstudiums. Nach kurzer klinischer Tätigkeit absolvierte er eine spezielle Ausbildung in Neuroanatomie und Neuropharmakologie. 1964 erhielt er eine Stelle, zuletzt eine Professur für Pharmakologie an der Yale University, ab 1968 leitete er das neuropharmakologische Labor des National Institute of Mental Health am St. Elizabeth Hospital in Washington, D.C., ab 1975 war er Leiter des Center for Behavioral Neurobiology am Salk Institute for Biological Studies.
Ab 1983 war Bloom Professor am Scripps Research Institute, von 1989 bis 2000 und von 2002 bis 2005 Leiter (chairman) der dortigen Abteilung für Neuropharmakologie. Von 1995 bis 2000 hatte er den Redaktionsvorsitz von Science inne, und von 2000 bis 2006 gehörte er zur Leitung des von ihm gegründeten Unternehmens Neurome, Inc., das Therapien neurodegenerativer Erkrankungen entwickelt.
Bloom und Mitarbeiter befassten sich mit den Grundlagen der neuronalen Kommunikation, mit den Grundlagen von Gedächtnis und Lernen, mit Abhängigkeit und mit den Folgen einer HIV-Infektion für das Nervensystem. Er untersuchte die Verteilung verschiedener Neurotransmitter im Gehirn und konnte zur Klärung der Signalübertragung mittels chemischer Prozesse bzw. mittels elektrischer Signale sowie bestimmter genetisch bedingter Störungen des Nervensystems beitragen.
Bloom hat laut Datenbank Scopus einen h-Index von 125 (Stand: Mai 2025). Er war Autor mehrerer Fachbücher, darunter Molecular Genetic Neuroscience (mit Francis Otto Schmitt, 1982), Brain, Mind and Behavior (mit Arlyne Lazerson und Laura Hofstadter, 1985) und The Biochemical Basis of Neuropharmacology (1970), das mehrere Neuauflagen erlebte (8. Auflage 2002). Alim Louis Benabid gehört zu seinen Schülern.

## Auszeichnungen (Auswahl)
- 1977 Mitglied der National Academy of Sciences[5]
- 1978 Mitglied der American Academy of Arts and Sciences[6]
- 1982 Mitglied des Institute of medicine (heute National Academy of Medicine)[7]
- 1985 Fellow der American Association for the Advancement of Science
- 1989 Pasarow Award[8]
- 1989 Mitglied der Königlich Schwedischen Akademie der Wissenschaften[9]
- 1989 Mitglied der American Philosophical Society[3]
- 2003 Präsident der American Association for the Advancement of Science[10]
- 2005 Sarnat-Preis[11]
- Ehrendoktorwürden: Southern Methodist University (1983), Hahnemann University (Drexel University, 1985), University of Rochester (1985), Mount Sinai School of Medicine (1996), Thomas Jefferson University (1997), Washington University in St. Louis (1998)

## Schriften (Auswahl)
- Polich, J., Ladish, C., & Bloom, F. E. (1990): P300 assessment of early Alzheimer's disease. Electroencephalography and Clinical Neurophysiology/Evoked Potentials Section, 77(3), 179-189.
- Koob, George F., Pietro Paolo Sanna, and Floyd E. Bloom: Neuroscience of addiction. Neuron 21.3 (1998): 467-476.
- Cooper, J. R., Bloom, F. E., & Roth, R. H.: The biochemical basis of neuropharmacology. Oxford University Press 2003.